# Жилина
 Тази статия е за града в Словакия.  За окръг вижте Жилина (окръг).  
Жилина (на словашки: Žilina) е град в Северна Словакия, административен център на Жилински край и в неговия Жилински окръг.
Той е важен индустриален център, най-големият град в края и по река Вах, срад най-красивите градове с много уникални културно-исторически паметници. Наричан е Перла на Вах.
По население е 4-тият град в Словакия с приблизително 80 978 жители по оценка от декември 2017 г.

## География
Градът е разположен на близо 200 км от столицата Братислава. Има координати 49° 13′ 22″ северно и 18° 44′ 24″ източно, площ 80,03 кв. км и надморска височина 345 м на площад „Марианске намести“ („Mariánske námestie“).
През Жилина минават 3 реки: Вах (втора по големина река в държавата), Райчянка и Кисуцка. Граничи със следните села:
- на изток: Тепличка над Вахом (Teplička nad Váhom), Мойш (Mojš);
- на север: Хорни Хричов (Horný Hričov), Дивинка (Divinka);
- на запад: Безани (Brezany), Хлорки (Hôrky), Батарова (Bitarová), Овчиарско (Ovčiarsko);
- на юг: Станави (Stráňavy), Вишнове (Višňové), Росина (Rosina), Турие (Turie), Порука (Porúbka), Лиетава (Lietava), Лиетавска Лучка (Lietavská Lúčka).

През пролетните месеци април и май реките, минаващи през града, са най-пълноводни, заради притока на вода от топящите се снегове. По дължината на Вах се намират 2 ВЕЦ-а – Водне диело Жилина [Vodné dielo Žilina] на изток и Водна надрж Хричов [Vodná nádrž Hričov] на запад.

## История
Регионът е заселен от славяни през V век. Първото славянско селище на територията на Жилина датира от IX век. Градът е споменат за първи път с днешното си име през 1208 година.

## Побратимени градове
Жилина е побратимен град с:
- Белско-Бяла, Полша
- Благоевград, България
- Бургас, България
- Гродно, Беларус
- Днипро, Украйна
- Есен, Белгия
- Кикинда, Сърбия
- Копер, Словения
- Корби, Англия
- Котону, Бенин
- Нантер, Франция
- Ферара, Италия
- Ханя, Гърция
- Чангчун, Китай